# Герб Акрі
Герб штату Акрі — один з офіційних символів цієї федеративної одиниці. Девіз, присутній на краю герба, Nec Luceo Pluribus Impar, означає «Не відрізняйся від інших».

## Історія[1]

### Перший варіант
Перший герб Акрі був створений в період незалежної держави Акрі з такою структурою:

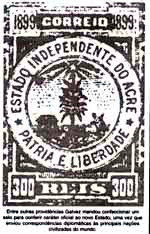
Поштова марка з гербом Республіки Акрі 1899 року

- У центрі щита дерево з будинком і п'ятипроменевою зіркою в голові, а навколо — дата незалежності штату Акрі — 7 серпня 1902 року та бантик із написаним вироком — «LIBERTAS QUAE SERA TAMEN».

### Другий варіант

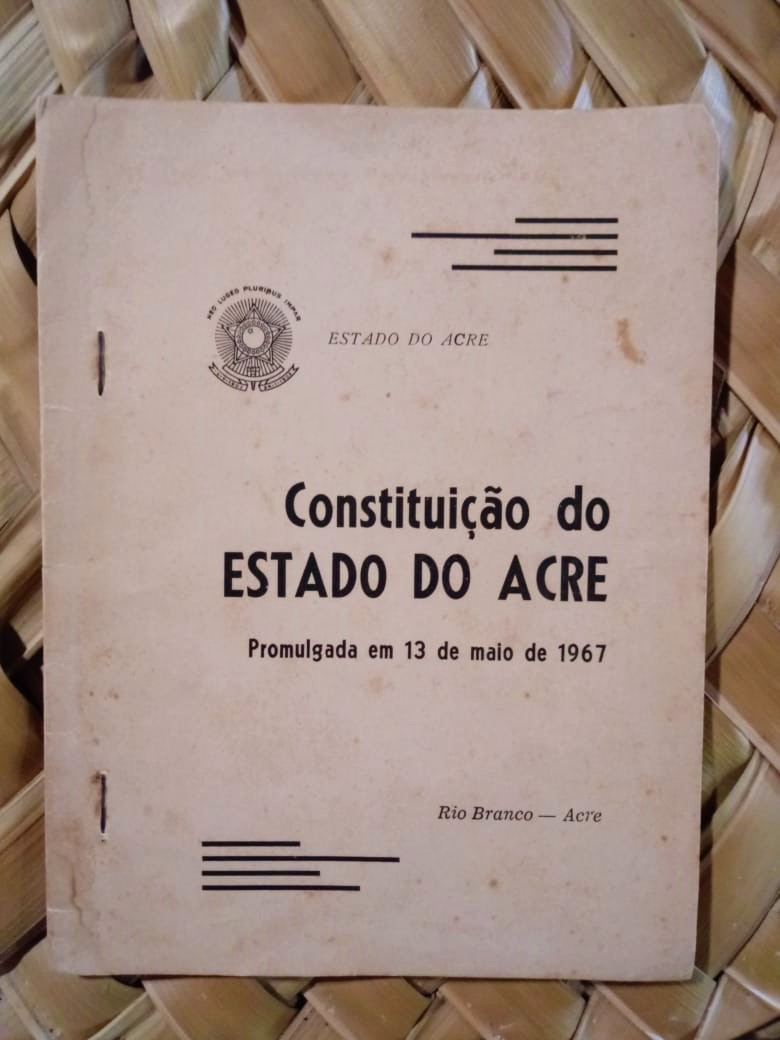
Державний герб у геральдиці другої редакції на обкладинці Конституції штату Акрі 1967 року.

24 травня 1922 року губернатор Епамінондас Хакоме резолюцією 45 створив другий герб, який мав таку структуру:
- У центрі червона зірка.

- Внизу петельки зліва дата 6-8-1902. Праворуч дата 24 січня 1903 року, початок і кінець Акрійської революції.

- Навколо зірки слова: NEC LUCEO PLURIBUS IMPAR.

### Третій варіант
Герб Акрі було змінено під час правління губернатора Едмундо Пінту де Алмейда Нето, покращивши перші два створення герба.
- Овальний щит зі срібною облямівкою, девізом якого є: NEC LUCEO PLURIBUS IMPAR — не поступається багатьом зіркам, увінчаний Фригійським ковпаком;

## Унормування
Використання регулюється Законом штату № 1173 від 22 грудня 1995 року, який регулює та визначає форму та подання герба штату Акрі, затвердженого губернатором Орлейром Камелі.
Герб є частиною композиції стрічки губернатора Акрі.

## Геральдичний опис
Герб штату Акко є одним з офіційних символів і натхненний гербом, запропонованим Пласідо де Кастро, також під час Революції Акрі.
Опис: на сихлі пальма, перед якою чорна пума, що стоїть на березі річки, йде ліворуч; у лівому підніжжі щита п'ятипроменева зірка червоного кольору; навколо щита лазуровий край із вузькою срібною окантовкою, на якому написано NEC LUCEO PLURIBUS IMPAR (українською мовою: «Просвітлений, як багато інших») чорним шрифтом. На місці шолома фригійська шапка з червоного кольору. Щит утримується покладено на золотим зіркоподібний німб із шістнадцяти кінців, укріплений вінком із двох гілок кави та тютюну і чотирма жовто-зеленими прапорами з червоною п'ятипроменевою зіркою у кантоні. В основі вінка два схрещених мечі. Нижче всього стрічка з трьома датами: 6-8-1902, 15-6-1962 і 24-1-1903.
Каучукове дерево, дві гілки кави та тютюну - символи багатство Акрі. Леопард, що символізує лютість, спритність і силу.  Фригійський ковпак над щитом символ революції. Збоків , переплетені ефесами. Мечів ілюструють силу та готовність захищати свою землю.
Напис латиною фрази «NEC LUCEO PLURIBUS IMPAR» означає «Не менше, ніж багато зірок», ще одне посилання на французьку державу через фігуру Короля-Сонця Людовика XIV.